# Émile Van Hoorde
Pour les articles homonymes, voir Van Hoorde.
Émile Antoine Marie Van Hoorde, né le 12 septembre 1835 à Bruxelles et y décédé le 21 juin 1901, est un homme politique catholique belge.
Van Hoorde fut docteur en droit (KUL, 1859) et avocat à la Cour d'Appel de Bruxelles (1859-1901).
Il fut administrateur (1889), puis président (1893-1901) de la SA des Charbonnages de Sars-Longchamps et Bouvy.
Il fut élu député de l'arrondissement de Bastogne, en suppléance de Constant d'Hoffschmidt de Resteigne (1863-1868), puis élu (1870-1898) et enfin, sénateur provincial, en suppléance de Alphonse Nothomb (1898-1901).

## Généalogie
- Il est fils de Henri Felix, commerçant (1805-80) et de Barbe Josephine Maillard (1807-61);
- Il est beau-père de Louis de Sadeleer;
- Il épousa en 1860 Marie-Louis Faignart, sœur de Louis Faignart, député belge;
  - Ils eurent sept enfants: Madeleine (1861-1913), Henri (1862-1926), Émile (1863-1942), Louise (1864-1938), Alice (1866-1946), Marguerite (1868-1878) et Germaine (1872-1958).
- Il est beau-frère de Victor Allard et Amedée Visart de Bocarmé, sénateurs.

## Héraldique
| Armoiries de la famille van Hoorde | Armoiries de la famille van Hoorde |
| ---------------------------------- | --- |
|                                    | Blasonnement:D'azur, au chevron d'or, accompagné en chef de deux étoiles à six rais d'or et en pointe d'un cor de chasse d'argent surmonté d'une étoile a six rais d'or |